# St. Bernardus (bier)
St. Bernardus is een reeks abdijbieren die sinds 1946 door de Brouwerij Sint-Bernardus in het Belgische Watou wordt gebrouwen.

## Beschrijving
Het sterkste bier van de brouwerij, de Abt 12, stond op nummer 4 op de lijst van beste bieren ter wereld van de website beeradvocate.com. De recepten van de bieren zijn dezelfde als die van de brouwerij in Westvleteren. Alle bieren van Sint-Bernardus zijn van hoge gisting.
Oorspronkelijk brouwde Sint-Bernardus voor de abdij van Westvleteren. Het bier heette toen St. Sixtus Abdij en later gewoon Sixtus. In 1992 stopte de licentie. Sindsdien worden de bieren onder de huidige naam op de markt gebracht.

## Bieren
- St. Bernardus Abt 12: Gerstewijn met een alcoholpercentage van 10%. Blauw etiket, donkere kleur, fruitig boeket. Verkrijgbaar in 75 en 33 cl, maar sinds een aantal jaren ook in 6l en 1,5l. Het bier wordt gebrouwen sinds 1946.
- St. Bernardus Prior 8: Dubbel bier met een alcoholpercentage van 8%. Rood etiket. Robijnpaarse kleur met moutig-fruitige volle smaak. Verkrijgbaar in 75 en 33 cl.
- St. Bernardus Pater 6: Dubbel bier met een alcoholpercentage van 6,7%. Geel etiket. Kastanjekleur. Verkrijgbaar in 33 cl. Dit bier wordt ook "een paterke" genoemd.
- St. Bernardus Tripel: Tripel met een alcoholpercentage van 8%. Groenblauwig etiket. Bleke amberkleur en een bloemig-fruitige smaak. Verkrijgbaar in 75 en 33 cl. St. Bernardus Tripel wordt gebrouwen sinds 1992.[2]
- St. Bernardus Witbier: Witbier met een alcoholpercentage van 5,5%. Wit etiket. Witbier ontwikkeld in samenwerking met Pierre Celis, brouwer van Hoegaarden en Celis White. Het wordt gebrouwen sinds 2003.
- St. Bernardus Christmas Ale: Donker kerstbier met een alcoholpercentage van 10%.
- St. Bernardus Extra 4: Blond seizoensbier met een alcoholpercentage van 4,8%. Dit bier bestond vroeger reeds, maar verdween in de jaren 1970 van de markt. In mei 2014 werd het opnieuw gelanceerd. Het is de bedoeling dat het jaarlijks gebrouwen wordt tegen 15 mei.[3]
- St. Bernardus Tokyo: Wit en Saison bier met een alcoholpercentage van 6%. Voor het eerst gelanceerd in 2012 voor de opening van de St. Bernardus Brasserie in Tokyo, in 2020 opnieuw gelanceerd met nieuw recept. Het enige St. Bernardus bier dat in blik verpakt wordt.[4]

De bieren van deze brouwerij mogen sinds 2012 het logo "Belgische Hop-Houblon Belge–Belgian Hops" dragen. Dit kwaliteitslabel werd in september 2011 gelanceerd en wordt enkel toegekend aan bieren die gebrouwen worden met minimum 50% Belgische hop.

## Etiketbier
Wechelse Tripel was een etiketbier van St. Bernardus Tripel. Het is een blonde tripel met een alcoholpercentage van 7,5%. Het wordt gebrouwen in opdracht van café "Den Toerist" te Wechelderzande sinds 2004. Wechelse Tripel wordt geschonken in een speciaal glas met daarop de afbeelding van Sint Amelberga, de patroonheilige van de kerk van Wechelderzande. Sinds 2006 wordt het bier elders gebrouwen.

## Prijzen
- In 2011 werd St. Bernardus Prior 8 door Test-Aankoop na een test van 210 speciaalbieren uitgeroepen als behorende tot de 18 beste bieren (bieren waarover de 30 proevers unaniem lovend waren).[9]
- Australian International Beer Awards 2012 - Zilveren medaille voor St. Bernardus Abt 12 in de categorie Belgian & French Style Ale - Dark Strong Packaged
- Australian International Beer Awards 2012 - Zilveren medaille voor St. Bernardus Tripel in de categorie Belgian & French Style Ale - Abbey Tripel

## Afbeeldingen

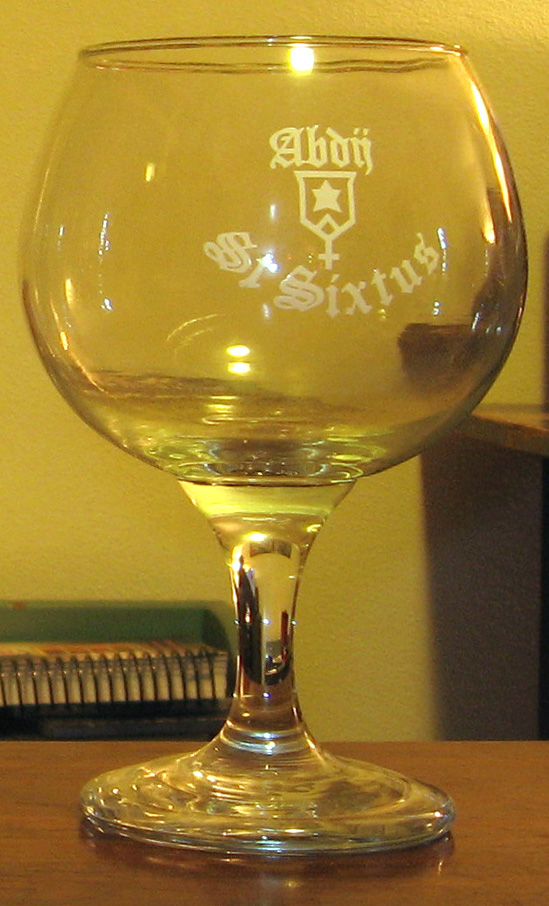
Oud glas toen het bier nog St. Sixtus heette
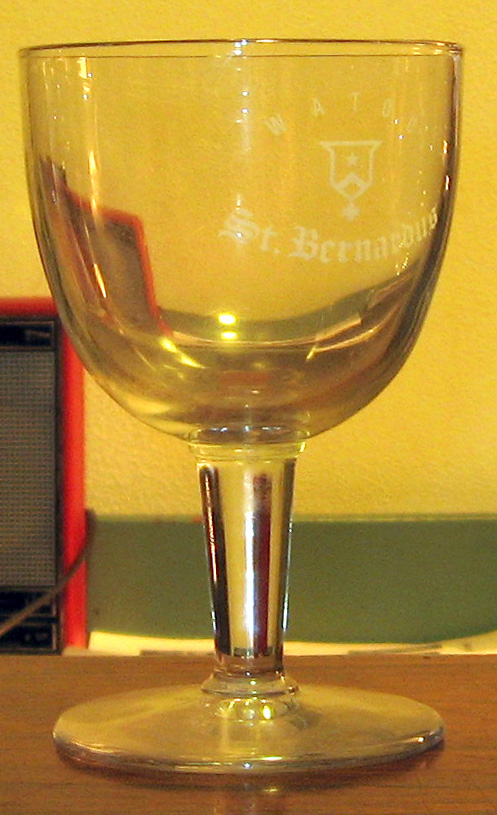
Recenter glas